# Ышбара-Толис-шад хан
Ышбара-Толис-шад хан (кит. упр. 沙钵罗咥利失可汗, пиньинь shaboluoxilishikehan, палл. Шаболосилиши кэхань — тронное имя, личное имя — кит. упр. 阿史那同俄, пиньинь ashinatonge, палл. Ашина Тунъэ) — каган Западно-тюркского каганата с 634 года по 659 год. Наследовал престол после старшего брата Нишу Дулу хана.

## Правление
Первые годы правления прошли в долгожданном спокойствии. В 637 году каган отправил посла к императору Китая, чтобы договориться о браке. Император посла принял ласково, но о браке говорить не стал. Каган был принужден начать управленческую реформу в каганате. Главной угрозой существования кагана было вечное соперничество тюркских племён дулу и нушиби. Поэтому каган решил разделить их, назначив пять правителей аймаков для дулу и пять для нушиби. Так Западно-тюркский каганат стал союзом десятистрельных тюрок, поскольку в качестве символа власти каждому хану давали стрелу.
Реформа не сплотила каганат, а наоборот, развалила его. Тюрки-тюркюты, родственники рода Ашина, посчитали себя обделёнными. Во главе встал Тун Тутунь. Каган собирался уничтожить его, но потерпел поражение и вместе с младшим братом Бури-шадом бежал в Харашар. В лагере победителей возник раскол: коренные тюрки и Тун Тутунь желали Юкук-шада поставить каганом, а нушиби желали вернуть Ышбару-Толис-шада и сделать его вторым каганом. Скоро Тун Тутунь был убит и нушиби Ассык Кюль-сыгиня разбили Юкук-шада. Ышбара вернулся в каганскую ставку. В 638 Юкук-шада провозгласили Ирбис Дулу-ханом, племена дулу признали его. В каганате возникло двоевластие.Во время войны между племенами дулу и нушиби(с 640 по 657 гг.) воспользовавшись ослаблением каганата из-за междоусобиц, в 659 году китайские войска вторглись в Жетысу(Семиречье) и попав в плен в 659 Ышбара-Толис-шад умер.